# جان واکر (برنامه‌نویس)
جان واکر (انگلیسی: John Walker؛ زادهٔ ۱ ژانویهٔ ۱۹۴۹) توسعه‌دهنده نرم‌افزار، مهندس، و دانشمند رایانه اهل ایالات متحده آمریکا است. وی برنامه‌نویس و یکی از بنیانگذاران شرکت طراحی به کمک رایانه اتودسک است.

## پروژه‌های اولیه
در سال‌های ۱۹۷۴/۱۹۷۵، واکر نرم‌افزار انیمال را نوشت که روی ماشین‌های یو‌ان‌آی‌وی‌ای‌سی ۱۱۰۰  تکثیر می‌شد. این یکی از اولین ویروس‌های رایانه  محسوب می‌شود.